# Grønland på vej - Hjemmestyre siden 1979
Grønland på vej - Hjemmestyre siden 1979 er en dansk dokumentarfilm fra 1996 med instruktion og manuskript af Ivars Silis.

## Handling
I dette informative dokumentarprogram fortæller historikeren Daniel Thorleifsen om sit hjemland Grønland. På verdens største ø har den oprindelige befolkning altid levet af havets ressourcer, tidligere som inuit-fangere, i dag mest som fiskere. I 260 år blev Grønland fjernstyret fra Danmark, det meste af tiden som koloni. I 1979 var det slut. Grønlands politikere havde forhandlet sig til et hjemmestyre. Filmen fortæller om udviklingen i Grønland, om landet, klimaet og hverdagsliv i bygderne via portrætter af moderne grønlændere.